# エリザベス・ピーボディ

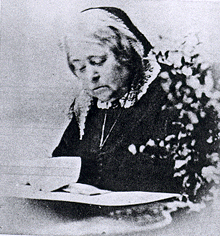
エリザベス・ピーボディ

エリザベス・パルマー・ピーボディ（Elizabeth Palmer Peabody、1804年5月16日 - 1894年1月3日）は、アメリカ合衆国の教育者で、アメリカ合衆国で最初の英語で教育が行われる幼稚園を開いたことで知られている。
彼女は他の教育者たちよりもはるかに早い時期から、子どもの遊びが、本質的に発達や教育において固有の価値を持っているという信念を抱いていた。
ピーボディの業績としては、1844年に初めて仏典の英訳を刊行したことも知られる。

## 伝記
ピーボディは、1804年5月16日、マサチューセッツ州のビレリカに生まれた。彼女は、内科医のナサニエル・ピーボディとエリザベス（エリザ）・パルマーの娘で、幼い頃をセイラムで過ごした。
1822年から、彼女は基本的にボストンで過ごし、教育に携わっていった。
彼女は、作家になり、超越主義運動の中で脚光を浴びる人物となる。1834年から1835年にかけて、彼女はボストンで超越主義者で進歩的な教育者のエイモス・ブロンソン・オルコット（『若草物語』の作者ルイーザ・メイ・オルコットの父）の実験的なテンプルスクールで彼の助手として働いた。
学校が閉校した後には、ピーボディは、ドイツの模範をもとにしたオルコットの幼児教育の哲学と彼の学校の計画を網羅した「学校の記録」を出版した。

### 書店
彼女はその後、ボストンの自宅で、「エリザベス・パルマー・ピーボディズ・ウエスト・ストリート・ブックストア」（1840年-1852年頃）という書店を開いた。
マーガレット・フラーが幹事を勤めた「対話」（"Conversations"）の会が開かれたのもこの店である。第1回の女性たちの会合は、1839年11月6日に開催された。議論や対話のトピックスは、美術、歴史、神話、文学や自然と多岐にわたっていた。フラーは、「エリザベスの対話の核」として議論をリードし、女性たちが直面する「大きな難問」（哲学的な問い）、例えば「私たちは何をするために生まれてきたのか?」「私たちはどのようにそれをやればよいのか?」「あの世に召されるまでにできることはあまりに僅かなのではないだろうか」といった問いに応えるのが好きだった。ソフィア・ダナ・リプリー、キャロライン・スタージス、そしてマリア・ホワイト・ローウェルといった女性の権利運動の代表的な人物たちが、この運動に参加していた。
1840年の「外国語の書籍カタログ」にはドイツ語、フランス語、スペイン語、イタリア語、そして英語の数100冊の本がリストされていた。その中には以下のようなタイトルが含まれている。
- アビゲイル・アダムス（ジョン・アダムス夫人）『書簡集』
- Andryane's Memoires d'un Prisonnier de'Etate au Spielberg[11]
- ベントリーズ·ミセラニー（英語版）
- リチャード・ヘンリー・ボニーキャッスル『スペイン領アメリカ』
- Boston Quarterly Review[12]
- Buche's Ruins of Cities
- ウィリアム・エラリエ・チャニング『奴隷制』
- トーマス・クロフトン・クローカー『妖精物語』
- デュメリルのElemens des sciences Naturelles
- エリザベス・ウェア・ファーラーの『ハワードの生涯』[13]
- 「フレーザーズ・マガジン」
- ジョヴァンニ・バッティスタ・グァリーニの『忠実な羊飼い」
- 『ハイドンとモーツァルトの往復書簡』
- ヨハン・ゴットフリート・ヘルダー 『ヘブライ詩集の精髄』
- Junger's Lustspiele[14]
- ランツィの『イタリア絵画史』
- ゴットホルト・エフライム・レッシング『賢人ナータン』
- 「メトロポリタン・マガジン」
- メアリー・ラッセル・ミットフォールド(Mary Russell Mitford)『我が村』
- 音楽雑誌
- アイザック・テイラー「熱狂の自然史」
- サラ・コールリッジ「ファンタニスミョン」
- トーマス・プリングル「南アフリカの居宅」(Residence in South Africa)
- 「両世界評論」
- ジョルジュ・サンド「アンドレ」
- アルベルティンヌ・ネッカー・ド・ソシュール「スタール夫人の生涯」
- ヘンリー・コックトン「腹話術師ヴァレンタイン・ヴォックスの生涯と冒険物語」
- 「プッサンの生涯」 （Vie de Poussin）[15]

### 「ザ・ダイヤル」
一時期、ピーボディは、超越主義の代表的な出版物「ザ・ダイヤル」の経営責任者だった。1843年、彼女は、この雑誌の収益が印刷コストを賄えていない、予約購読は200冊やっとにしかならないとのメモを残している。1844年には、この雑誌はピーボディがフランス語から翻訳した南無妙法蓮華経の一部を掲載した。これが、この仏典が英語に翻訳された最初のものである。雑誌はその後まもなく1844年4月に廃刊になった。

### 幼稚園
ピーボディが1860年に彼女の幼稚園を開園した時、6歳以下の子どもたちの学校教育は、ほとんどドイツ語での教育に限られていた。
彼女はフリードリヒ・フレーベルの教育方法に特に関心を寄せ、1867年その教育方法を現地で直接学ぶためにドイツに渡った。
彼女自身が開園した幼稚園を通して、また『幼稚園だより』（Kindergarten Messenger、1873年–1877年）の編集長としても、ピーボディは、アメリカ合衆国の教育制度の中で幼稚園がひとつの教育機関として根ざすのを手助けした。彼女は、そのために数多くの著作を執筆している。
その影響力の大きさは、幼稚園の普及のために開催された1897年2月12日に開催された合衆国会議のスピーチの中にも見て取ることができる。

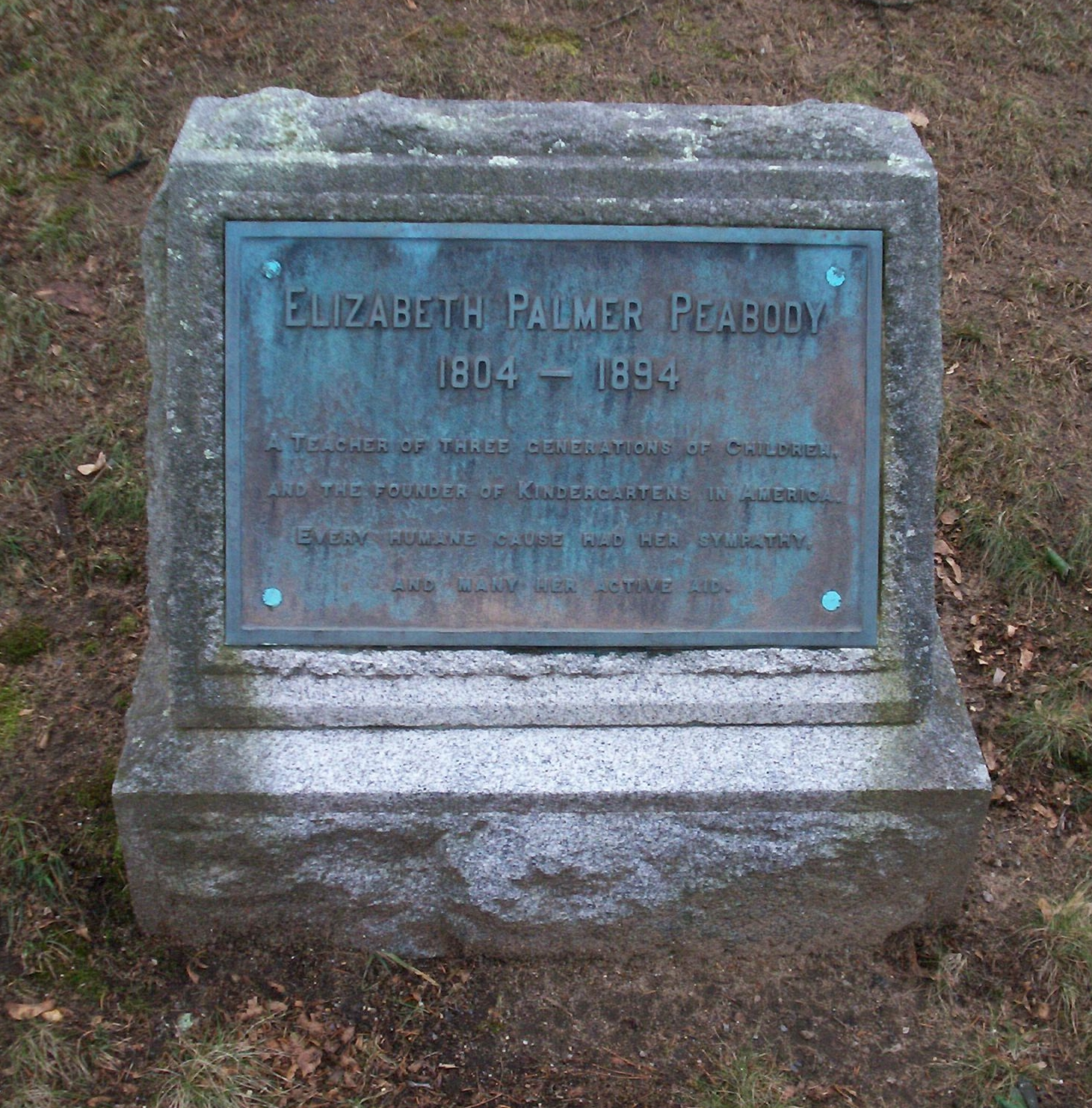
エリザベスー・ピーボディの墓石

## 死
ピーボディは、1894年1月3日、89歳でこの世を去った。彼女は、マサチューセッツ州コンコードのスリーピー・ホロウ墓地に埋葬された。

## 様々な活動
歴史や文学、10か国語の原語を自在に操る語学力を元に、1840年、彼女はマーガレット・フラーの「会話」の会を開き、ナサニエル・ホーソンの著作、加えて「ザ・ダイヤル」や「審美的な著作」の数々を出版もする書店を開いた。
彼女は奴隷制反対の代弁者で、超越主義の主導者でもあった。またその上、パイユート族インディアンの権利のために数十年に渡り活動を続けた。 

## 家族
彼女の妹には、画家ソフィア・ピーボディ・ホーソン（作家ナサニエル・ホーソンの妻）と作家メアリー・テイラー・ピーボディ・マン（ホーレス・マンの妻）がいる。

## 著作
ピーボディは数多くの著作を発表しており、そのうちの代表的なものが以下のとおりである。
- Record of a school: exemplifying the general principles of spiritual culture. (Boston: J. Munroe, 1835). About Bronson Alcott's Temple School, Boston.
- Crimes of the House of Austria (editor; New York, 1852)
- The Polish-American System of Chronology (Boston, 1852)
- Kindergarten Culture (1870)
- Kindergarten in Italy (1872)
- Reminiscences of Rev. Wm Ellery Channing, D.D. (1880)
- Letters to Kindergarteners (1886)
- Last Evening with Allston, and other Papers (1887)
- Lectures in the Training Schools for Kindergartners (1888)